# Augustin Kažotić
Pour les articles homonymes, voir Saint Augustin (homonymie).
Augustin Kažotić (en italien Agostino Casotti) (né vers 1260 à Trogir, mort en 1323) est un évêque de Zagreb et de Lucera, béatifié en 1702.

## Biographie

### Jeunesse, vocation et études
Augustin Kažotić, fils d'une famille patricienne, naquit à Trogir (en Dalmatie) vers 1260. Entré dans l'ordre des Frères prêcheurs, qui s'installent à Trogir vers 1265, il acquiert la formation à l'école conventuelle des dominicains de Split.
Il fut l’un de ces premiers étudiants qui étudièrent à l’Université de Paris; formé à l’école de saint Thomas d'Aquin – ses deux opuscules en témoignent – en 1303, il devint évêque de Zagreb, dont il réforma le centre d’étude selon le modèle des studia des mendiants où il avait été formé et où il avait également certainement enseigné. La réforme des études est l’un des aspects seulement de l’activité d’Augustin Kažotić à Zagreb (1303-1318) – la liturgie en est un autre –, dans un contexte politico-religieux bien particulier qui lui valut d’être envoyé en ambassade par les évêques hongrois et croates auprès du pape Jean XXII à Avignon.
Le nom d’Augustin Kažotić est généralement lié à deux petits traités écrits lors de son séjour à Avignon (1318-1322): le premier fait partie de la consultation judiciaire et doctrinale demandée par le pape Jean XXII, qui aboutira à la bulle Super illius specula de 1320, qui assimile désormais la sorcellerie à l’hérésie; le second, sur la pauvreté du Christ, est lié aux débats sur les mouvements de pauvreté, en particulier l’usus pauper des franciscains et les fratricelli. Dans un tout autre domaine, son nom est lié à l’histoire de la musique, puisqu’il est, semble-t-il, l’un des premiers auteurs connus en Croatie.
En contact constant avec les marginaux, les pauvres des villes et la population écrasée par les dettes, l'évêque de Zagreb s'oppose vivement au roi Charles Robert de Hongrie et aux grands seigneurs. Fort de son mandat de représentant de l'évêché, qui lors d'une réunion à Kalocza lui confie la charge de porte-parole, Augustin Kažotić part en 1318 pour Avignon, bien décidé à informer le pape Jean XXII de la situation critique, tant religieuse que sociale, qui régnait alors en Hongrie et en Croatie. Son intention déplut au roi Charles Robert qui, à force de complots et d'attaques directes, parvint à l’empêcher de revenir dans sa patrie.

### Évêque de Lucera (1322-1323)
Comme il lui fut impossible de retourner dans son diocèse, en 1322, il fut nommé évêque de Lucera, ville des Pouilles qui venait de se libérer de la domination sarrasine et qui devait être réorganisée, ce qui fut la tâche de son évêque, qui mourut l’année suivante le 3 août 1323.

### Béatification
Dès sa mort, il fut considéré comme saint. Il fut béatifié par le pape Clément XI le 4 avril 1702. Le procès de béatification est conservé aux archives diocésaines de Lucera. Son culte s'est développé à travers les siècles, en Italie, en Croatie et dans l’ordre des Frères Prêcheurs.
Sa fête a été fixée au 3 août.
En avril 2010, a été lancé le procès de sa canonisation. Le diocèse de Lucera-Troia s'est constitué acteur principal de la cause, tandis que la Province dominicaine de Croatie et l'Archevêché de Zagreb en sont coacteurs.

## Œuvres
Augustin Kažotić, Bogoslovni spisi. Scripta theologica, éd. par Franjo Šanjek, Croatica christiana fontes, Zagreb, 2007.